# 후쓰정
후쓰정(布津町)은 나가사키현 시마바라반도에 있던 정으로 미나미타카키군에 속했다.
2006년 3월 31일, 주변 7정과 대등합병해, 미나미시마바라시가 되어 소멸하였다.

## 지리
시마바라 반도의 남동부에 위치하며 시마바라만에 접해 있다.

## 역사
'후쓰'라는 이름은 '후쓰'라는 음을 사용하는데 일본서기에 기록된 신검 '후쓰미타마', 이를 신격화하여 가시마 신궁과 함께 가토리 신궁(지바현 가토리시)에 모셔진 '후쓰누시'가 참고가 된다. '후쓰'라는 소리는 후일 일본도의 원형이 된 고대 동국의 와라비테토(蕨手刀)에 칼날에 일부러 작은 구멍을 뚫어 칼을 휘두를 때 나는 독특한 칼날 소리인 '후쓰'에서 유래했다고 한다. 
- 1889년 4월 1일 - 정촌제 시행에 의해 미나미타카키군 후쓰촌이 성립하였다.
- 1969년 4월 1일 - 정으로 승격해 후쓰정이 되었다.
- 2006년 3월 31일 - 구치노쓰정·미나미아리마정·가즈사정·니시아리에정·아리에정·가즈사정·후카에정이 합병, 시로 승격해 미나미시마바라시가 성립하였다. 미나미아리마정은 자치체로서는 소멸하였다.

## 교통

### 도로
- 국도 57호선
- 국도 251호선